# باشگاه ورزشی لانارک سوم
باشگاه ورزشی لانارک سوم یک باشگاه فوتبال اسکاتلندی مستقر در گلاسگو بود. این باشگاه که در سال ۱۸۷۲ به عنوان شاخه‌ای از سومین داوطلبان تفنگ لانارکشیر تأسیس شد، یکی از اعضای موسس اتحادیه فوتبال اسکاتلند (اس‌اف‌ای) در سال ۱۸۷۲ و لیگ فوتبال اسکاتلند (اس‌اف‌ال) در سال ۱۸۹۰ بود. لانارک سوم در دسته برتر اس‌اف‌ال در اکثریت عمر باشگاه بازی کرد و قهرمانی لیگ را در ۰۴–۱۹۰۳ به دست آورد. این باشگاه همچنین دو بار در سال‌های ۱۸۸۹ و ۱۹۰۵ جام اسکاتلند را به دست آورد. لانارک سوم در سال ۱۹۶۷ به دلیل سوء مدیریت، شش سال پس از کسب مقام سوم در اس‌اف‌ال، از کار افتاد. زمین سابق لانارک سوم، کاتکین پارک در کراسهیل، هنوز تا حدی پابرجاست و برای لیگ‌های فوتبال کوچک استفاده می‌شود.
در سال ۱۹۹۶، یک باشگاه فوتبال آماتور به نام لانارک سوم تأسیس شد که قصد داشت نام باشگاه را به فوتبال بزرگسالان بازگرداند و به طور منظم در کاتکین پارک بازی کند. در سال ۲۰۰۸، این باشگاه دوباره اصلاح شد و در حال حاضر دارای یک تیم آماتور و چهار تیم جوانان است.